# Allium gubanovii
Allium gubanovii är en amaryllisväxtart som beskrevs av Rudolf V. Kamelin. Allium gubanovii ingår i släktet lökar, och familjen amaryllisväxter. Inga underarter finns listade i Catalogue of Life.